# Килограмм
Килогра́мм (русское обозначение: кг; международное: kg) — единица массы, одна из семи основных единиц Международной системы единиц (СИ). Кроме того, является единицей массы и относится к числу основных единиц в системах МКС, МКСА, МКСК (МКСГ), МКСЛ. Килограмм — единственная из основных единиц СИ, используемая с приставкой («кило», обозначение «к»).
XXVI Генеральная конференция по мерам и весам (13—16 ноября 2018 года) одобрила определение килограмма, основанное на фиксации численного значения постоянной Планка. Решение вступило в силу 20 мая 2019 года.

Килограмм, обозначение кг, является единицей массы в СИ; его величина устанавливается фиксацией численного значения постоянной Планка h равной в точности 6,62607015⋅10−34, когда она выражена единицей СИ Дж⋅с, которая эквивалентна кг⋅м2⋅с−1, где метр и секунда определены через c и ΔνCs.

Действовавшее до мая 2019 года определение килограмма было принято III Генеральной конференцией по мерам и весам (ГКМВ) в 1901 году и формулировалось так:

Килограмм — единица массы, равная массе международного прототипа килограмма.

До 20 мая 2019 года килограмм оставался последней единицей СИ, определённой на основе изготовленного человеком объекта. После принятия нового определения с практической точки зрения величина килограмма не изменилась, но существующий «прототип» (эталон) более не определяет килограмм, а является очень точной гирькой с потенциально измеримой погрешностью.

## Прототип килограмма
Международный прототип (эталон) килограмма хранится в Международном бюро мер и весов (расположено в Севре близ Парижа) и представляет собой цилиндр диаметром и высотой 39,17 мм из платино-иридиевого сплава (90 % платины, 10 % иридия).
Современный международный эталон килограмма был выпущен Генеральной конференцией по мерам и весам (ГКМВ) в 1889 году на основе Метрической конвенции (1875) и передан на хранение Международному бюро мер и весов (МБМВ), действующему от имени ГКМВ. Международный эталон килограмма практически не подвергается какому-либо перемещению или использованию. Его копии хранятся в национальных метрологических учреждениях по всему миру. В 1889, 1948, 1989 и 2014 годах проводились верификации копий с эталоном с целью обеспечить единство измерений массы относительно эталона. Поскольку были обнаружены изменения масс копий эталона, Международный комитет мер и весов (МКМВ) рекомендовал переопределить килограмм с помощью фундаментальных физических свойств.

## Килограмм и постоянная Планка
Связь между массой и постоянной Планка с теоретической точки зрения определяется двумя формулами. Эквивалентность массы и энергии связывает энергию {\displaystyle E} и массу {\displaystyle m}:
{\displaystyle \ E=mc^{2},}
где {\displaystyle c} — скорость света в вакууме. Постоянная Планка {\displaystyle h} связывает квантовое и традиционное понятия энергии:
{\displaystyle E=h\nu ,}
где {\displaystyle \nu } — частота.
Эти две формулы, найденные в начале XX века, устанавливают теоретическую возможность измерения массы через энергию индивидуальных фотонов, но практические эксперименты, позволяющие связать массу и постоянную Планка, появились лишь в конце XX века.
Весы Киббла использовались с середины 1970-х годов для измерения величины постоянной Планка.  Посмертно названные в честь изобретателя, Б. Киббла, весы Киббла — это усовершенствование токовых весов, они представляют собой электромеханический инструмент, где масса вычисляется через электрическую мощность:
{\displaystyle U_{1}I_{2}=mgv_{1},}
где {\displaystyle U_{1}I_{2}} — произведение электрического тока {\displaystyle I_{2}} во время балансирования массы и напряжения {\displaystyle U_{1}} в процессе калибровки, {\displaystyle gv_{1}} — произведение ускорения свободного падения {\displaystyle g} и скорости катушки {\displaystyle v_{1}} во время калибровки весов. Если {\displaystyle gv_{1}} независимо замерено с высокой точностью (практические особенности эксперимента также требуют высокоточного замера частоты), предыдущее уравнение по сути определяет килограмм в зависимости от величины ватта (или наоборот). Индексы у {\displaystyle U_{1}} и {\displaystyle I_{2}} введены с тем, чтобы показать, что это виртуальная мощность (замеры напряжения и тока делаются в разное время), избегая эффектов от потерь (которые могли бы быть вызваны, например, наведёнными токами Фуко).
Связь между ваттом и постоянной Планка использует эффект Джозефсона и квантовый эффект Холла:
поскольку {\displaystyle I_{2}={\frac {U_{2}}{R}}}, где {\displaystyle R} — электрическое сопротивление, {\displaystyle U_{1}I_{2}={\frac {U_{1}U_{2}}{R}}};
эффект Джозефсона: {\displaystyle U(n)=nf\left({\frac {h}{2e}}\right)};
квантовый эффект Холла: {\displaystyle R(i)={\frac {1}{i}}\left({\frac {h}{e^{2}}}\right)},
где {\displaystyle n} и {\displaystyle i} — целые числа (первое связано со ступенькой Шапиро, второе — фактор заполнения плато квантового эффекта Холла), {\displaystyle f} — частота из эффекта Джозефсона, {\displaystyle e} — заряд электрона. После подстановки выражений для {\displaystyle U} и {\displaystyle R} в формулу для мощности и объединения всех целочисленных коэффициентов в одну константу {\displaystyle C}, масса оказывается линейно связанной с постоянной Планка:
{\displaystyle m=Cf_{1}f_{2}{\frac {h}{gv_{1}}}}.
Поскольку все остальные величины в этом уравнении могут быть определены независимо от массы, оно смогло быть принято за определение единицы массы после фиксации значения 6,62607015×10−34 Дж·с для постоянной Планка.

## Этимология и употребление
Слово «килограмм» произошло от французского слова «kilogramme», которое в свою очередь образовалось из греческих слов «χίλιοι» (хилиои), что означает «тысяча», и «γράμμα» (грамма), что означает «маленький вес». Слово «kilogramme» закреплено во французском языке в 1795 году. Французское написание слова перешло в Великобританию, где впервые оно было использовано в 1797 году, в то время как в США слово стало использоваться в форме «kilogram», позднее ставшее популярным и в Великобритании Положение о мерах и весах (англ. Weights and Measures Act) в Великобритании не запрещает использование обоих написаний.
В XIX веке французское сокращение «kilo» было заимствовано в английский язык, где стало применяться для обозначения как килограммов, так и километров.

## История
Идея использовать заданный объём воды для определения единицы измерения массы была предложена английским философом Джоном Уилкинсом в его эссе 1668 года как способ связать массу и длину.
7 апреля 1795 года грамм был принят во Франции как «абсолютный вес объёма чистой воды, равного кубу [со стороной] в сотую часть метра, и при температуре тающего льда». В это же время была поручена работа с необходимой точностью определить массу кубического дециметра (литра) воды.
Поскольку торговля и коммерция обычно имеют дело с предметами, чья масса намного значительней одного грамма, и поскольку стандарт массы, изготовленный из воды, был бы неудобен в обращении и сохранении, было предписано отыскать способ практической реализации такого определения. В связи с этим был изготовлен временный эталон массы в виде металлического предмета в тысячу раз тяжелее, чем грамм, — 1 кг.
Французский химик Луи Лефёвр-Жино (англ. Louis Lefèvre-Gineau) и итальянский натуралист Джованни Фабброни (англ. Giovanni Fabbroni) после нескольких лет исследований решили переопределить наиболее устойчивую точку воды: температура, при которой вода имеет наибольшую плотность, которая была определена в 4 °C.
Они решили, что 1 дм³ воды при своей максимальной плотности эквивалентен 99,9265 % массы временного эталона килограмма, изготовленного четыре года назад. Интересно, что масса 1 м³ дистиллированной воды при 4 °C и атмосферном давлении, принятая ровно за 1000 килограммов в историческом определении 1799 года, согласно современному определению тоже составляет приблизительно 1000,0 килограммов.
Временный эталон был изготовлен из латуни и постепенно покрылся бы патиной, что было нежелательно, поскольку его масса не должна была меняться. В 1799 году под руководством Лефёвра-Жено и Фабброни был изготовлен постоянный эталон килограмма из пористой платины, которая химически инертна. С этого момента масса эталона стала основным определением килограмма. Сейчас этот эталон известен как kilogramme des Archives (с фр. — «архивный килограмм»).
За XIX век технологии измерения массы значительно продвинулись. В связи с этим, а также в преддверии создания в 1875 году Международного бюро мер и весов, специальная международная комиссия запланировала переход к новому эталону килограмма. Этот эталон, называемый «международный прототип килограмма», был изготовлен из платиново-иридиевого сплава (более прочного, чем чистая платина) в виде цилиндра высотой и диаметром 39 мм, и с тех пор он хранится в Международном бюро мер и весов. В 1889 году было принято международное определение килограмма как массы международного прототипа килограмма; это определение действовало до 2019 года.
Были изготовлены также копии международного прототипа килограмма: шесть (на данный момент) официальных копий; несколько рабочих эталонов, используемых, в частности, для отслеживания изменения масс прототипа и официальных копий; и национальные эталоны, калибруемые по рабочим эталонам. Две копии международного эталона были переданы России, они хранятся во ВНИИ метрологии им. Менделеева.
За время, прошедшее с изготовления международного эталона, его несколько раз сравнивали с официальными копиями. Измерения показали рост массы копий относительно эталона в среднем на 50 мкг за 100 лет. Хотя абсолютное изменение массы международного эталона не может быть определено с помощью существующих методов измерения, оно определённо должно иметь место. Для оценки величины абсолютного изменения массы международного прототипа килограмма приходилось строить модели, учитывающие результаты сравнений масс самого прототипа, его официальных копий и рабочих эталонов (при этом, хотя обычно участвующие в сравнении эталоны обычно предварительно промывали и чистили, но не всегда), что дополнительно усложнялось отсутствием полного понимания причин изменений масс. Это привело к пониманию необходимости ухода от определения килограмма на основе материальных предметов.
В 2011 году XXIV Генеральная конференция по мерам и весам приняла Резолюцию, в которой предложено в будущей ревизии Международной системы единиц (СИ) продолжить переопределение основных единиц таким образом, чтобы они были основаны не на созданных человеком артефактах, а на фундаментальных физических постоянных или свойствах атомов. В частности предлагалось, что «килограмм останется единицей массы, но его величина будет установлена путём фиксации численного значения постоянной Планка в точности равным 6,626 06X⋅10−34, когда она выражается единицей СИ м2·кг·с−1, которая равна Дж·с». В Резолюции отмечается, что сразу после предполагаемого переопределения килограмма масса его международного прототипа будет равна 1 кг, но это значение приобретёт погрешность и впоследствии будет определяться экспериментально. Такое определение килограмма стало возможным благодаря прогрессу физики в XX веке.
В 2014 году было проведено внеочередное сравнение масс международного прототипа килограмма, его официальных копий и рабочих стандартов; на результатах этого сравнения основаны рекомендованные значения фундаментальных постоянных CODATA 2014 и 2017 годов, на которых, в свою очередь, основывается новое определение килограмма.
Рассматривалось также альтернативное определение килограмма, основанное на результатах работы проекта «Авогадро» (англ. The Avogadro Project). Команда проекта, создав шар из кристалла моноизотопного кремния 28Si массой 1 кг и рассчитав количество атомов в ней, предполагает описать килограмм как определённое количество атомов данного изотопа кремния. Однако Международное бюро мер и весов не стало использовать такой вариант определения килограмма.
XXVI Генеральная конференция по мерам и весам в ноябре 2018 года одобрила новое определение килограмма, основанное на фиксации численного значения постоянной Планка. Решение вступило в силу во Всемирный день метрологии 20 мая 2019 года.
На практике взвешивание на весах Киббла — это чрезвычайно сложный эксперимент, и потому Генеральная конференция по мерам и весам в 2011 году рекомендовала создать набор вторичных стандартов в виде привычных гирек, включая как существующие платино-иридиевые эталоны, так и новые шары из кремния, которые будут далее использоваться для распространения эталона по миру.

## Кратные и дольные единицы
По историческим причинам название «килограмм» уже содержит десятичную приставку «кило», поэтому кратные и дольные единицы образуют, присоединяя стандартные приставки СИ к названию или обозначению единицы измерения «грамм» (которая в системе СИ сама является дольной: 1 г = 10−3 кг).
Вместо мегаграмма (1000 кг), как правило, используют единицу измерения «тонна».
В определениях мощности атомных бомб в тротиловом эквиваленте вместо гигаграмма применяется килотонна, вместо тераграмма — мегатонна.
| Кратные                                                                                                | Кратные     | Кратные     | Кратные     | Дольные  | Дольные     | Дольные     | Дольные     |
| величина                                                                                               | название    | обозначение | обозначение | величина | название    | обозначение | обозначение |
| --- | ----------- | ----------- | ----------- | -------- | ----------- | ----------- | ----------- |
| 101 г                                                                                                  | декаграмм   | даг         | dag         | 10−1 г   | дециграмм   | дг          | dg          |
| 102 г                                                                                                  | гектограмм  | гг          | hg          | 10−2 г   | сантиграмм  | сг          | cg          |
| 103 г                                                                                                  | килограмм   | кг          | kg          | 10−3 г   | миллиграмм  | мг          | mg          |
| 106 г                                                                                                  | мегаграмм   | Мг          | Mg          | 10−6 г   | микрограмм  | мкг         | µg          |
| 109 г                                                                                                  | гигаграмм   | Гг          | Gg          | 10−9 г   | нанограмм   | нг          | ng          |
| 1012 г                                                                                                 | тераграмм   | Тг          | Tg          | 10−12 г  | пикограмм   | пг          | pg          |
| 1015 г                                                                                                 | петаграмм   | Пг          | Pg          | 10−15 г  | фемтограмм  | фг          | fg          |
| 1018 г                                                                                                 | эксаграмм   | Эг          | Eg          | 10−18 г  | аттограмм   | аг          | ag          |
| 1021 г                                                                                                 | зеттаграмм  | Зг          | Zg          | 10−21 г  | зептограмм  | зг          | zg          |
| 1024 г                                                                                                 | йоттаграмм  | Иг          | Yg          | 10−24 г  | иоктограмм  | иг          | yg          |
| 1027 г                                                                                                 | роннаграмм  | Рнг         | Rg          | 10−27 г  | ронтограмм  | рнг         | rg          |
| 1030 г                                                                                                 | кветтаграмм | Квг         | Qg          | 10−30 г  | квектограмм | квг         | qg          |
| рекомендовано к применению применять не рекомендуется не применяются или редко применяются на практике |             |             |             |          |             |             |             |

## Копии
№ 12, 26 — СССР (Россия)
№ 20 — США